# Titisme
El titisme (també escrit titoísme) és el terme utilitzat per descriure la versió de la ideologia comunista adoptada després de 1948 per Josip Broz Tito, dirigent de la República Federal Socialista de Iugoslàvia.

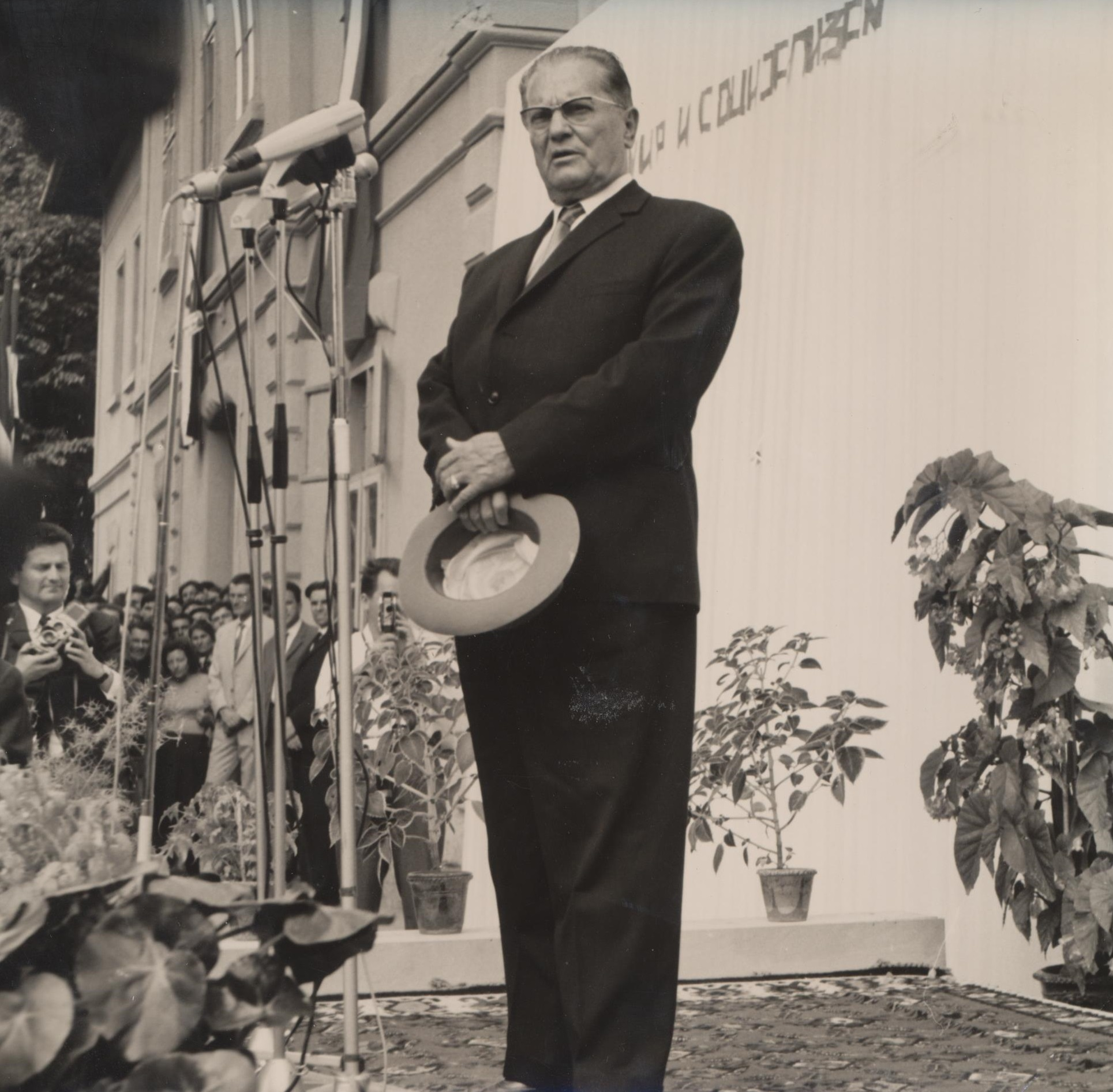
Josip Broz, Tito, l'any 1965.

## Història

### El mariscal Tito, líder dels resistents iugoslaus al nazisme
Josip Broz Tito va participar durant els anys d'entreguerres en les activitats del Partit Comunista Iugoslau clandestinament, després va dirigir diverses missions a Europa per part de la Komintern, on va heretar el nom de guerra de “Walter” i després de “Tito”. De retorn a Iugoslàvia a la fi dels anys 30, va dirigir el Partit Comunista. Durant la Segona Guerra Mundial, va liderar la resistència comunista a Iugoslàvia i, després de quatre anys de resistència als nazis, va aconseguir triomfar sobre els seus adversaris i reunir sota la seva bandera la Iugoslàvia que havia estat desmembrada després de la invasió de 1941.

### Les primeres dissensions Tito-Stalin
Fins al 1948 el nou règim iugoslau va adoptar l'estalinisme. Però segons l'historiador Jean-Jacques Marie, s'havia parlat a Moscou de liquidar Tito a finals dels anys trenta i després de la Guerra Civil espanyola, durant la qual Tito va participar en el reclutament i l'organització del batalló Dimitrov, unitat balcànica de les Brigades Internacionals, alguns excombatents de la qual van ser assassinats pels russos.
Posteriorment, el titisme va optar per una reducció de la repressió política. En el context de la Guerra Freda, va intentar ser un camí socialista independent del defensat per la Unió Soviètica i, en general, oposat a ell. Des de 1947 fins a 1952, les Brigades de Treball de Iugoslàvia, formades per joves voluntaris de països occidentals que van anar a descobrir el país durant unes setmanes a l'estiu, van expressar el seu interès per l'experiència iugoslava, però van xocar molt ràpidament contra la condemna dels comunistes pels partits d'Europa occidental.
El 1948, el trencament de Tito i Stalin es va produir després que l'URSS no va poder sotmetre la Iugoslàvia comunista com va creure convenient. El Kominform va excloure el Partit Comunista de Iugoslàvia i va denunciar la «desviació nacionalista» de Tito. El terme «titisme» va ser inicialment utilitzat de manera pejorativa en el marc de les purgues dels aparells comunistes.

### La ruptura Tito-Stalin de 1948

#### Orígens geopolítics
El conflicte es va originar arran del pla de Tito per a una federació balcànica. Stalin considerava que no se l'havia informat a temps, tot i que Tito va acceptar ràpidament un acord que preveia una consulta prèvia amb Moscou sobre política exterior. D'altra banda, els búlgars van mostrar la seva preocupació perquè durant l'entrevista Tito-Dimitrov de 1947 es va decidir que la regió de Pirin (Macedònia búlgara) podia ser cedida a una República macedònia a canvi de regions frontereres concedides a Iugoslàvia pel Tractat de Versalles i que havien estat retornades a Bulgària.

#### Una crisi contemporània al Bloqueig de Berlín
La resolució del Kominform del 28 de juny de 1948 que condemnava els líders del Partit Comunista Iugoslau abastava més enllà dels comunistes balcànics, denunciant amb especial violència tots els qui simpatitzaven amb els «titistes», mentre la ruptura encara no era definitiva. Iugoslàvia era un ferm aliat dels soviètics, tot i que un informe del juny de 1948 de l'ambaixada dels Estats Units a Belgrad esmentava l'eliminació dels retrats de Tito a Romania. També el juny de 1948 va començar el Bloqueig de Berlín per part de la URSS. Vint anys després, la intervenció soviètica d'agost de 1968 a Txecoslovàquia va despertar entre els iugoslaus el temor d’una acció similar de l’URSS contra el seu país.

#### Les conseqüències a l'Europa occidental
La irrupció del titisme com a corrent comunista alternativa a la línia soviètica va generar tensions també dins els partits comunistes occidentals. Alguns dirigents del Partit Comunista Francès, a l'època el més poderós de l'Europa occidental, es van desmarcar de la condemna a Tito, com la famosa resistent Mounette Dutilleul. L'any 1950, el 12è Congrés del PCF va demanar als delegats que intensifiquessin la «vigilància revolucionària» contra els titistes, i va acordar l'expulsió de «sospitosos de titisme», entre ells el membre de la resistència Jean Chaintron o el biòleg Marcel Prenant, un intel·lectual comunista de primera línia.

## La política de Tito a Iugoslàvia
El principal concepte del titisme, del qual l'eslovè Edvard Kardelj va ser l'un dels principals teòrics, consisteix en la recerca de cada país de la seva pròpia via al socialisme, utilitzant els seus propis recursos i polítiques adaptades al seu context específic nacional, en comptes de conformar-se a una política definida des de l'exterior (en aquest cas, des de l'URSS).
L'experiència titista va ser sobretot apreciada, als anys seixanta, per certs intel·lectuals d'esquerra contraris a la política o el domini de la Unió Soviètica.

### La política d'autogestió
El titisme va adoptar una política d'autogestió econòmica, generalitzada a partir de 1950, desitjant posar l'economia a les mans dels productors directes, excloent així la formació d'una classe burocràtica com en altres règims comunistes. Les empreses eren gestionades per dirigents teòricament electes pels treballadors, encara que en pràctica la designació d'aquests depengués del Partit.
Els elements d'economia de mercat van ser introduïts progressivament amb la intenció d'assolir un sistema de socialisme de mercat, i l'any 1965 la noció de rendibilitat va ser aplicada de manera general, amb l'abandó de la planificació econòmica.
Encara que el marxisme-leninisme continués essent una matèria obligatòria a les universitats iugoslaves, el país coneixia una realitat molt allunyada d'aquella dels països de l'anomenat bloc de l'Est.

### La qüestió de les nacionalitats
En l'àmbit polític, el titisme va intentar mantenir una posició de neutralitat en el pla internacional. A la dècada de 1960 Tito s'uní als líders d'estats africans i asiàtics per promoure el concepte de no-alineament enfront les dues grans potències de la Guerra Freda. De fet, Tito i el president de Romania Nicolae Ceauşescu van ser els dos únics líders comunistes que van rebutjar les invasions soviètiques d'Hongria (1956), Txecoslovàquia (1968) i l'Afganistan (1979).
Internament el titisme era partidari d'una identitat nacional iugoslava, que amb el pas del temps va decidir fer front al creixent problema dels nacionalismes interns, especialment a partir de la primavera croata de 1971.